# Mindfulness-based stress reduction
Mindfulness-based stress reduction (MBSR) je léčebný program snižování stresu, který vyvinul na konci sedmdesátých let 20. století Jon Kabat-Zinn na lékařské fakultě univerzity v Massachusetts. Využívá psychologický pojem všímavost (anglicky mindfulness). Cílem programu je pomoci lidem lépe zvládat stresující podněty a různé projevy dlouhodobého stresu, jako je úzkost, deprese a vyčerpání.
Intervence založené na uvědomování nejsou nábožensky ani esotericky zabarveny, i když se o principu uvědomování zmiňují poprvé nejstarší buddhistické texty z prvního století př. n. l.[zdroj?] V několika zásadních buddhistických pojednáních je představena propracovaná teorie lidské mysli, ve které uvědomování hraje ústřední roli. Program je tedy inspirován buddhismem, ale samotná praxe je zcela sekulární (nezávislá na náboženských názorech). Vědecká medicína využívá intervence založené na uvědomování pro snižování stresu a zdravotních příznaků již desítky let, od doby jejího zformování dr. Kabat-Zinem jen na jeho pracovišti prošlo programem MBSR, ze kterého vychází většina dalších modifikací tréninku uvědomování (např. MBCT, MBAT, ACT či DBT), na 20 tisíc pacientů a v USA a západní Evropě program poskytují již stovky zdravotnických zařízení.[zdroj?] Zájem roste např. i v Číně, v České republice zatím není nabízen ve veřejném zdravotnictví.

## Přehled
Metodu je možno popsat jako program pro skupiny lidí, který má za cíl postupně naučit účastníky rozvíjet všímavost – plné prožívání přítomného okamžiku. Všímavost je rozvíjena pomocí různých meditačních cvičení (např. zaměřených na dech, tělo, pohyb, nehodnotící pozorování myšlenek a představ).
Jon Kabat-Zinn princip uvědomování popsal jako uvědomování si probíhajících prožitků okamžik za okamžikem, vznikající díky záměrnému věnování pozornosti v přítomném okamžiku a bez posuzování. Všímavost definoval jako „neposuzující uvědomování přítomného okamžiku“ (moment-to-moment non-judgmental awareness).

## Výzkum účinků
Podle meta-analýzy výzkumu programu, provedené v roce 2011, jde o „užitečnou metodu zlepšující duševní zdraví a snižující projevy stresu, úzkosti a deprese“, kterou lze doporučit jako prostředek ke zlepšení kvality života pacientů s tímto typem obtíží. Autoři zmínili, že účinek kurzu je závislý na zkušenosti vedoucího instruktora kurzu, a připomněli, že samotní tvůrci metody doporučují, aby měl za sebou několikaletou praxi.